# Milotice nad Bečvou
Milotice nad Bečvou är en ort i Tjeckien.   Den ligger i regionen Olomouc, i den östra delen av landet, 250 km öster om huvudstaden Prag. Milotice nad Bečvou ligger 271 meter över havet och antalet invånare är 247.
Terrängen runt Milotice nad Bečvou är huvudsakligen platt, men österut är den kuperad. Milotice nad Bečvou ligger nere i en dal. Runt Milotice nad Bečvou är det ganska tätbefolkat, med 58 invånare per kvadratkilometer. Närmaste större samhälle är Valašské Meziříčí, 11,9 km sydost om Milotice nad Bečvou. Trakten runt Milotice nad Bečvou består till största delen av jordbruksmark.